# Championnat d'Haïti de football 2001
Navigation
Saison précédente Saison suivante
La saison 2001 du Championnat d'Haïti de football est la douzième édition de la première division à Haïti. Les seize meilleures équipes du pays sont regroupées au sein d’une poule unique où elles s’affrontent à deux reprises, à domicile et à l’extérieur. En fin de saison, les deux derniers du classement sont relégués et remplacés par les deux meilleures équipes de Division 2, la deuxième division haïtienne.
C'est le FICA qui remporte la compétition cette saison après avoir terminé en tête du classement final, avec six points d'avance sur Violette AC et neuf sur Baltimore SC. C'est le cinquième titre de champion d'Haïti de l'histoire du club.

## Les clubs participants
| - Violette AC - Carioca Port-au-Prince - AS Cavaly - FICA - AS Capoise - Don Bosco FC - Roulado FC - Valencia Léogâne | - Baltimore SC - Racing Gonaïves - Aigle Noir AC - Tempête FC - Amateur Port-au-Prince - Promu de Division 2 - Racing Club Haïtien - Dynamite Saint-Marc - Promu de Division 2 - Zénith Cap-Haïtien |

## Compétition
Le barème de points servant à établir le classement se décompose ainsi :
- Victoire : 3 points
- Match nul : 1 point
- Défaite : 0 point

### Classement
| Rang | Équipe                  | Pts | J  | G  | N  | P  | Bp | Bc | Diff |
| ---- | ----------------------- | --- | -- | -- | -- | -- | -- | -- | ---- |
| 1    | FICA                    | 60  | 30 | 17 | 9  | 4  | 54 | 23 | +31  |
| 2    | Violette AC             | 54  | 30 | 16 | 6  | 8  | 48 | 32 | +16  |
| 3    | Baltimore SC            | 51  | 30 | 13 | 12 | 5  | 37 | 22 | +15  |
| 4    | Carioca Port-au-Prince  | 48  | 30 | 13 | 9  | 8  | 50 | 30 | +20  |
| 5    | Roulado FC              | 48  | 30 | 12 | 12 | 6  | 45 | 29 | +16  |
| 6    | AS Capoise              | 48  | 30 | 14 | 6  | 10 | 33 | 34 | -1   |
| 7    | Racing Club HaïtienT    | 45  | 30 | 13 | 6  | 11 | 44 | 32 | +12  |
| 8    | Don Bosco FC            | 41  | 30 | 11 | 8  | 11 | 41 | 37 | +4   |
| 9    | Zénith Cap-Haïtien      | 39  | 30 | 12 | 3  | 15 | 31 | 29 | +2   |
| 10   | Valencia Léogâne        | 39  | 30 | 10 | 9  | 11 | 32 | 33 | -1   |
| 11   | Racing Gonaïves         | 39  | 30 | 9  | 12 | 9  | 33 | 39 | -6   |
| 12   | Aigle Noir AC           | 38  | 30 | 10 | 8  | 12 | 31 | 44 | -13  |
| 13   | AS Cavaly               | 37  | 30 | 9  | 10 | 11 | 27 | 30 | -3   |
| 14   | Tempête FC              | 32  | 30 | 8  | 8  | 14 | 30 | 46 | -16  |
| 15   | Amateur Port-au-PrinceP | 19  | 30 | 4  | 7  | 19 | 31 | 65 | -34  |
| 16   | Dynamite Saint-MarcP    | 18  | 30 | 5  | 3  | 22 | 25 | 67 | -42  |

|  | Qualification pour la CFU Club Championship 2002 |
|  | Relégation en Division 2                         |
|  | T : Tenant du titre P : Promu de Division 2      |

## Bilan de la saison
| Championnat d'Haïti de football 2001 |                          |
| Champion                             | FICA (5e titre)          |
| Qualifications continentales         |                          |
| CFU Club Championship 2002           | FICA                     |
| CFU Club Championship 2002           | Violette AC              |
| Promotions et relégations            |                          |
| Promus en Division 1                 | Excelsior Port-au-Prince |
| Promus en Division 1                 | Triomphe AC              |
| Relégués en Division 2               | Dynamite Saint-Marc      |
| Relégués en Division 2               | Amateur Port-au-Prince   |